# René Reouven
René Sussan, dit René Reouven, né le 23 août 1925 à Alger et mort le 6 mars 2020 à Montmorency,, est un écrivain français.

## Biographie
Après ses études et le service militaire, il part en Israël vivre dans un kibboutz. De retour en France, il entre à l'Éducation nationale et commence à écrire : il remporte le Prix Cazes en 1965 pour Histoire des Farczi. Deux ans plus tard, il fait son entrée en littérature policière avec Octave II, qui est également son premier livre signé René Reouven. En 1967, il reçoit le Grand prix de littérature de la fondation Del Duca pour l'ensemble de son œuvre.
La métamorphose lui réussit puisqu'il remporte le Grand prix de littérature policière en 1971 pour L'Assassin maladroit. Son œuvre, qui s'inscrit d'abord dans la tradition du suspense à la française incarnée par Boileau-Narcejac et Louis C. Thomas, évolue ensuite vers une forme plus originale dont la petite et la grande Histoire, notamment littéraire et criminelle, sont les matériaux de prédilection. Cette évolution, amorcée avec Confessions d'un enfant du crime, se concrétise avec Élémentaire, mon cher Holmes, qu'il signe du pseudonyme d'Albert Davidson et qui lui vaut le Prix Mystère de la critique. Ce livre marque sa première incursion dans l'univers holmésien, lequel lui inspirera une série de pastiches réunis par la suite sous le titre Histoires secrètes de Sherlock Holmes.
Il s'est également aventuré à plusieurs reprises dans la science-fiction, sous son vrai nom (Les Confluents) ou en tant que René Reouven (Les Grandes Profondeurs) et également avec son épouse Dona (Les nourritures extra-terrestres). On lui doit enfin un très exhaustif Dictionnaire des assassins.
Il est membre du jury du Grand prix de littérature policière.

## Œuvres

### Sous son propre nom

#### Romans
- La Route des voleurs, Denoël, 1959
- Histoire de Farczi, Denoël, 1964Prix Cazes 1965
- Dupont et le bonheur des hommes, Denoël, 1965
- L'Etoile des autres, Denoël, 1967
- La Ville sans fantômes, Denoël, 1968
- Les Renégats de l'an mil, Denoël, 1992

#### Recueils de nouvelles de science-fiction et de fantastique
- Les Confluents, Denoël, 1960
- L'Anneau de fumée, Denoël, 1974
- Les Insolites, Denoël, 1984

### Sous le pseudonyme de René Reouven

#### Romans policiers
- Octave II, Denoël, 1965
- Les Humeurs fatales, Denoël, 1968
- Mort au jury, Denoël, 1969
- L'Assassin maladroit, Denoël, 1970
- Monsieur Josué, Denoël, 1971
- Six personnages en quête d'un meurtre, Denoël, 1972
- Le Bouton du mandarin, Denoël, 1976
- Le Quidam et la mort, Denoël, 1976
- Les Confessions d'un enfant du crime, Denoël, 1977
- Tobie or not Tobie, 1980
- Grand-père est mort, Denoël, 1983
- Un tueur en Sorbonne, Denoël, 1984
- La raison du meilleur est toujours la plus forte, Denoël, 1986
- Récits de la troisième brigade, 1990
- Faites-les taire, Denoël
- Voyage au centre du mystère, Denoël, 1995

#### Cycle de Sherlock Holmes
- Élémentaire, mon cher Holmes, Denoël, 1982Sous le nom de Albert Davidson. Prix Mystère de la critique 1983
- L'Assassin du boulevard, Denoël, 1985
- Le Bestiaire de Sherlock Holmes, Denoël, recueil de nouvelles
- Le Détective volé, 1988
- Les Passe-temps de Sherlock Holmes, Denoël, 1989, recueil de nouvelles
- Le Drame ténébreux qui se déroula entre les frères  Atkinson de Trincomalee, Néo, 1989in Le Nouveau Musée de l'Holmes
- Histoires secrètes de 1887in Enigmatika no 40, spécial René Reouven
- La Plus Grande machination du siècle, Presses Pocket no 3232, 1990in Histoires de machinations
- Histoires secrètes de Sherlock Holmes, Denoël, 1993Réédition en un seul volume de l'intégralité du cycle

#### Fantastique et science-fiction
- La Partition de Jéricho, Denoël, coll. Lunes d'encre, 1999
- Bouvard, Pécuchet et les savants fous, Flammarion, coll. Imagine, 2000
- Les Grandes Profondeurs, Denoël, coll. Présences, 1991
- Les Nourritures extra-terrestres, Denoël, coll. Présence du futur, 1994Écrit avec son épouse Dona.

#### Non-fiction
- Dictionnaire des assassins, Denoël, 1974

## Prix
- Grand prix de littérature policière 1971 pour L'Assassin maladroit[3]
- Prix Mystère de la critique 1983 pour Élémentaire mon cher Holmes[4]